# 仮面ライダーオーズ Full Combo Collection
『仮面ライダーオーズ Full Combo Collection』（かめんライダーオーズ フルコンボコレクション）は、2011年7月27日にavex entertainmentから発売されたアルバムである。

## 概要
テレビ朝日系特撮テレビドラマ『仮面ライダーオーズ/OOO』の主人公・仮面ライダーオーズの形態（コンボ）ごとに存在するエンディング・テーマソングを集めたアルバム。同作に登場する仮面ライダーバースのテーマソングシングル「Reverse/Re:birth」も同日に発売された。
すでにシングルで発売された「Regret nothing 〜Tighten Up〜」「Got to keep it real」「Ride on Right time」、アルバム『KAMEN RIDER BEST 2000-2011』にTVサイズで収録された「Sun goes up」「Time judged all」、これまで音源化されていなかった「Shout out」「POWER to TEARER」を全てフルサイズで収録。加えて、後者の4曲のinsrumental版・ボーナストラック2曲も収録された内容となっている。
CD+DVDの2枚組・CD1枚のみの二つの形態で発売され、パッケージも異なる。DVDには火野映司を演じる渡部秀・アンクを演じる三浦涼介の出演する「Time judged all」のミュージック・ビデオが収録されている。

## 収録曲
全曲とも作詞は藤林聖子、作曲・編曲は鳴瀬シュウヘイが担当。
1. Regret nothing 〜Tighten Up〜
歌：火野映司（C.V.渡部秀）
タトバコンボのテーマソング。劇中では第5・7・13話で使用。
2. Got to keep it real
歌：火野映司（C.V.渡部秀）
ガタキリバコンボのテーマソング。劇中では第6・16話で使用。
3. Ride on Right time
歌：火野映司（C.V.渡部秀）
ラトラーターコンボのテーマソング。劇中では第9・10・15・40・42・45話で使用。
4. Sun goes up
歌：火野映司（C.V.渡部秀）
サゴーゾコンボのテーマソング。フルサイズで収録されるのは初。劇中では第12話でのみ使用。
5. Time judged all
歌：火野映司×アンク（C.V.渡部秀・三浦涼介）
タジャドルコンボのテーマソング。火野映司役の渡部秀、アンク役の三浦涼介のデュエット曲となっている。フルサイズで収録されるのは初。劇中では第20・22・24・28・48話で使用。
6. Shout out
歌：火野映司（C.V.渡部秀）
シャウタコンボのテーマソング。コーラス部分は仮面ライダーGIRLSの名倉かおりが担当している。劇中では一度も使用されていない唯一の楽曲だったが、『仮面ライダー×仮面ライダー フォーゼ&オーズ MOVIE大戦MEGA MAX』で初使用された。
7. POWER to TEARER
歌：火野映司×串田アキラ（C.V.渡部秀・串田アキラ）
プトティラコンボのテーマソング。火野映司役の渡部秀、オースキャナーの音声・歌を担当する串田アキラのデュエット曲。劇中では第36・44話で使用。
8. Sun goes up instrumental
9. Time judged all instrumental
10. Shout out instrumental
11. POWER to TEARER instrumental
12. Time judged all 〜OOO dialogue ver.〜 （ボーナストラック）
歌：火野映司×アンク（C.V.渡部秀&三浦涼介）
「Time judged all」に、劇中の映司・アンクの台詞を追加したバージョン。
13. OOO Combo Change Medley （ボーナストラック）
1〜7曲目にリミックスを施したメドレー。本アルバムに収録されている楽曲はコード進行・テンポなどが統一されているため、Aメロ・Bメロ・サビを他の曲と入れ替えても繋がるように制作されている。それを利用し、各楽曲をメドレー形式にすることで仮面ライダーオーズの「コンボチェンジ」を表現した楽曲となっている。